# Altwis
Altwis es una comuna suiza del cantón de Lucerna, situada en el distrito de Hochdorf. Limita al norte con la comuna de Aesch, al este, sureste y oeste con Hitzkirch, y al suroeste con Ermensee.